# Консоціоналізм
Консоціоналізм (англ. consociationalism) часто розглядається як синонім поділу влади, хоча технічно це лише одна з форм поділу влади. Консоціональними демократіями називають ті держави, в яких попри етнічну чи релігійну неоднорідність населення, зберігається стабільність у політичному житті. Ця стабільність досягається шляхом чіткого розподілу влади в країні з наданням представництва та повноважень кожній групі таким чином, що навіть менші групи завжди мали гарантії представництва та доступу до влади. На практиці це забезпечується такими характеристиками, як формування великої коаліції, взаємне право вето різних груп, пропорційність та сегментна автономія різних груп.

## Визначення
Політологи визначають консоціальну державу як державу, яка має серйозні внутрішні розбіжності за етнічними, релігійними або мовними ознаками при відсутності сформованої більшості за якимось з цих поділів, але таку, якій тим не менш вдається залишатися стабільною через взаємодії між елітами кожної з основних соціальних груп. Консоціальні держави часто протиставляють державам з мажоритарними виборчими системами.
Консоціоналізм часто розглядається як такий, який має близькі схожості з корпоратизмом; дехто вважає його формою корпоратизму в той час як інші стверджують, що економічний корпоративізм був розроблений для регулювання класового конфлікту, тоді як консоціоналізм розроблений на основі узгодження громадських фрагментацій за етнічною та релігійною ознакою.
Цілями консоціоналізму є стабільність уряду, існування домовленостей про розподіл влади, збереження демократії і запобігання насильству. Коли консоціоналізм організований за релігійно-конфесійною ознакою, він відомий як конфесіоналізм, як це має місце в Лівані.

## Походження поняття
Консоціоналізм досліджувався з академічної точки зору політологом Арендом Лейпхартом. Проте Лейпхарт заявив, що він «тільки виявив те, що політичні практики неодноразово — і незалежно від академічних експертів і один одного — винайшли роками раніше». Джон Макгаррі і Брендан О'Лірі простежили консоціоналізм до 1917 року, коли він був вперше застосований в Нідерландах.
Лейпхарт розробив теорію консоціоналізму спираючись на класифікацію демократій Алмонда. Ця класифікація виділяла режими з високою гомогенністю політичної культури та високою мірою політичної стабільності (англо-американська система) та режими з неоднорідною політичною культурою та низькою мірою стабільності. Лейпхарт запропонував звернути увагу на Нідерланди, Бельгію, Швейцарію та Австрію, оскільки ці країни мали одночасно дуже різнорідну політичну культуруб сегментоване населення, проте в той же час вирізнялись стабільністю політичної системи
Дійсно, Лейпхарт багато в чому спирається на досвід Нідерландів в розробці його аргументації щодо консоціального підходу до регулювання етнічного конфлікту. Нідерланди, як консоціальна держава, між 1857 і 1967 роками була розділена на чотири не територіальні частини: кальвіністську, католицьку, соціалістичну і загальну, хоча до 1917 року тут була плюралістична («мажоритарна») виборча система, а не консоціальна. У період свого розквіту кожна частина створювала тісно об'єднані групи, школи, університети, лікарні і газети, всі розділені відповідно до зазначеної соціальної структури. Теорія, згідно з Лейпхартом, основну увагу приділяє ролі соціальних еліт, їх згоді і співпраці, що є запорукою стабільної демократії.

## Характеристики
Лейпхарт визначив чотири основні характеристики консоціальної демократії.
| Назва               | Пояснення |
| Велика коаліція     | Еліти кожної частини збираються разом, щоб правити в інтересах суспільства, тому що вони визнають небезпеку відмови від співпраці. Навіть якщо після виборів уряд може бути сформований без певних менших, їх включення до коаліції все одно є необхідним для збереження принципу великої коаліції. |
| Взаємне право вето  | Консенсус між групами потрібен, щоб забезпечити більшість. Взаємність означає, що меншість навряд чи буде успішно блокувати більшість. Якщо одна група блокує іншу у якомусь питанні, остання, ймовірно, блокуватиме натомість першу.                                                               |
| Пропорційність      | Представництво ґрунтується на кількості населення. Якщо у одній частині вона становить 30 % від всього суспільства, то група займає 30 % посад в поліції, на державній службі, а також в інших національних і громадянських верствах суспільства.                                                   |
| Сегментна автономія | Створює відчуття індивідуальності і допускає законодавство, засноване на відмінних культурних засадах відповідних груп. Наприклад, це може проявлятися в різних освітніх системах в середині однієї держави                                                                                         |

Консоціальна політика часто має такі характеристики:
- Коаліційні уряди, де виконавча влада розділена між партіями, а не зосереджена в руках однієї. Багато з цих урядів є незвичайно великими, це означає, що вони включають в себе партії, які не є необхідними для утворення парламентської більшості;
- Баланс повноважень між виконавчою і законодавчою владою;
- Децентралізація і федеральний уряд, де (регіональні) меншини мають значну незалежність;
- Інконгруентний бікамералізм, де одній партії дуже важко отримати більшість голосів в обох палатах. Як правило, одна палата представляє регіональні інтереси, а інша — національні інтереси;
- Пропорційне представництво, щоб дозволити (малим) меншинам отримати представництво також;
- Організовані і корпоратистські групи інтересів, які представляють собою меншини;
- Жорстка конституція, яка заважає уряду змінити конституцію без згоди меншин;
- Судовий контроль, який дозволяє меншинам звертатися до суду, щоб домагатися виправлення закону, який вони вважають несправедливими;
- Елементи прямої демократії, які дозволяють меншості впливати на законодавство;
- Пропорційна зайнятість в державному секторі;
- Нейтральний глава держави, або монарх, який виконує лише церемоніальні обов'язки, або непрямо обраний президент, який припиняє свою партійну приналежність після свого обрання;
- Референдуми використовуються лише, щоб дозволити меншинам блокувати законодавство: це означає, що вони повинні проводитися за громадською ініціативою, і що немає обов'язкового голосування.
- Рівність між міністрами в уряді, прем'єр є лише першим серед рівних;
- Незалежний центральний банк, де експерти, а не політики встановлюють грошово-кредитну політику.

## Сприятливі умови
Лейпхарт також визначає ряд «сприятливих умов», за яких консоціоналізм, швидше за все, буде успішним. Він дещо змінив викладення цих умов з часом Майкл Керр узагальнює найбільш відомі сприятливі фактори за Лейпхартом, такі як:
- Сегментна ізоляція етнічних громад
- Багатоаспектна рівновага сил
- Наявність зовнішніх загроз, спільних для всіх громад
- Основоположна лояльність до держави
- Традиція компромісу еліт
- Соціально-економічна рівність
- Невелика чисельність населення, яка зменшує політичне навантаження
- Помірна багатопартійна система з сегментними партіями: Лійпгерт підкреслює, що ці умови не є ні необхідним, ні достатнім для пояснення успішності консоціоналіз.Це привело Рінуса ван Шенделена зробити висновок, що "умови можуть бути присутніми і бути відсутніми, необхідними й не необхідними, у спрощеному варіанті або взагалі може бути відсутність будь-яких умов зовсім "[9].

Джон Макгаррі і Брендан О'Лірі стверджують, що ключем до створення демократичного консоціального поділу влади є три умови: еліти повинні бути мотивовані, щоб брати участь в регулюванні конфліктів; еліти повинні керувати різними частинами; і має бути комплексна рівновага сил, але що більш важливо, субкультури мають бути стабільними.[10]Майкл Керр в своєму дослідженні ролі зовнішніх суб'єктів в механізмах розподілу влади в Північній Ірландії і Лівані, додає до переліку Макгаррі і O'Лірі умову, що «є важливим існування позитивних зовнішніх регулюючих впливів, від держави до недержавних суб'єктів, які надають внутрішнім елітам достатні стимули і мотиви для сприйняття та підтримки ними консоціації».

## Переваги
У консоціональній державі, всі групи, включаючи меншини, представлені на політичній і економічній арені. Прихильники консоціоналізму стверджують, що це більш реалістичний варіант в глибоко розділених суспільствах, ніж інтеграційні підходи до управління конфліктами. Це було вирахувано завдяки підтримці успішних і ненасильницьких переходів до демократії в таких країнах, як Південна Африка.

## Критика

### Браян Беррі
Браян Беррі поставив під сумнів природу поділів, які існують в країнах, які Лійпгерт розглядає як «класичні випадки» консоціальної демократії. Наприклад, він обґрунтовує це на швейцарському прикладі, "політичні партії долають розколи в суспільстві і забезпечують картину консенсусу, який варто брати до уваги, а не картину високо структурованого конфлікту цілей ". У випадку Нідерландів, Браян Беррі стверджує, що "всією причиною розбіжностей була точка зору якогось голландця, що думка населення є дійсно важливою. Вимоги політики, спрямованої на створення релігійної або світської однаковості, припускають турботу про стан прихильності своїх співгромадян ". Він протиставляє це прикладу суспільства, де є зазначений конфлікт, в даному випадку Північній Ірландії, щодо якої він стверджує, що "жителі … ніколи не виявляли особливого занепокоєння щодо того, що плани прихильників іншої релігії котяться до біса ". Беррі приходить до висновку, що в голландському випадку консоціоналізм є тавтологією і стверджує, що «релевантність консоціональної моделі для інших розділених суспільств є більш сумнівною, ніж прийнято вважати».

### Рінус ван Щенделен
Рінус ван Щенделен стверджував, що Лейпхарт використовує докази вибірково. Поділ суспільства «серйозно слабшав», навіть в 1950-і роки міжгрупова співпраця зростала, і раніше когерентні політичні субкультури розчинялися. Він стверджував, що еліти в Нідерландах були мотивовані не уподобаннями, що походять із загальних інтересів, а скоріше — власним інтересом. Вони формували коаліції не для того, щоб вести консоціальний діалог між сегментами суспільства, а щоб зміцнити відповідні сили своїх партій. Він стверджував, що Нідерланди «стабільні» в тому, що мають мало протестів чи заворушень, але так було і до консоціоналізму, і що вони не є стабільними з точки зору змінюваності уряду. Науковець поставив під сумнів, в якій мірі Нідерланди або якась країна, названа консоціональною системою, могла б бути названою демократією, і чи не є характеристика консоціональної країни демократичною чимось неможливим вже за визначенням. Він вважав, що Лійпгерт має значні проблеми з послідовністю у визначенні, чи є конкретні поділи розколами, чи є конкретні розколи сегментними, і чи є конкретні розколи наскрізними.

### Лустік про домінуючий контроль
Ян Лустік стверджує, що вченим не вистачає «контролюючого» підходу, альтернативного для пояснення стабільності в глибоко розділених, суспільствах і що це призвело до емпіричної переоцінки консоціональних моделей. Лустік стверджує, що Лейпхарт має "імпресіоністичну методологічну позицію, гнучкі правила опрацювання даних і невтомну, риторично спокусливу схильність до просування консоціоналізму, як широко застосовуваного принципу політичної інженерії ", що призводить до застосування ним консоціональної теорії до фактів, до яких вона не підходить. Крім того, Лустік стверджує, що «визначення Лейпхарта про „компроміс“ … включає в себе продуману вимогу, яка впливає на поділ поляризованих блоків, та яка є врегульованою лідерами, які впевнені в самій потребі врегулювання».

## Інші критичні зауваження
Критики відзначають, що консоціоналізм є небезпечним в системах з різними антагоністичними ідеологіями, як правило за консерватизму і комунізму. Вони стверджують, що повинні існувати спеціальні умови, щоб три або більше груп створили багатопартійну систему з сильними лідерами. Такий підхід використовується елітами, які відсунули на другий план маси та мають менше, що втрачати в разі виникнення гострого конфлікту. Консоціоналізм не може застосовуватись повсюдно. Наприклад, його буде недоречно застосовувати до Австрії. Критики також вказують на хибність такого пояснення щодо Лівану, країни, яка повернулася до громадянської війни. Він дійсно може застосовуватися лише щодо Швейцарії, Бельгії та Нідерландах, але не в більш глибоко розділених суспільствах. Якщо одна з трьох груп отримує половину плюс один голос, то інші групи перебувають у вічному протистоянні, яке в значній мірі є несумісними з консоціоналізмом.
Консоціоналізм фокусується на розбіжних ідентичностях, таких як етнічність, замість інтегрованих ідентичностей, таких як клас, інституціоналізуючи і вкорінюючи перші. Крім того, він спирається на конкуруючу співпрацю, яка за своєю природою нестабільна. Він фокусується на внутрішньодержавних відносинах і нехтує відносинами з іншими державами. Дональд Л. Горовіц стверджує, що консоціоналізм може привести до матеріалізації етнічних поділів, відтак "широкі коаліції малоймовірні через динаміку внутрішньоетнічної конкуренції. Сам акт формування багатоетнічної коаліції породжує міжетнічну конкуренцію — якщо її ще не існує «. Відповідно до зауважень Горовиця», Дон Бранкаті вважає, що федералізм / територіальна автономія — це елемент консоціоналізму, який зміцнює етнічні розбіжності, якщо він побудований таким чином, що підсилює регіональні партії, які, в свою чергу, сприяють етнічному конфлікту.
Консоціоналізм передбачає згуртованість кожної етнічної групи та сильне керівництво. Незважаючи на те, меншість може блокувати рішення, але для цього необхідна 100 відсоткова згода всіх осіб цієї групи. Права надаються громадам, а не окремим особам, що призводить до надмірної представленості деяких людей в суспільстві і недостатню представленість інших. Великі коаліції навряд чи сформуються в зв'язку з динамікою етнічної конкуренції. Кожна група прагне більше влади для себе. Консоціоналізм критикують за те, що він занадто сфокусований на встановленні інституцій і недостатньо сфокусований на перехідних питаннях, що виходять за рамки таких інституцій. Горовіц стверджує, що консоціальні інституції сприяють сектантству і закріплюють існуючі ідентичності.

## Приклади
Політичні системи ряду країн працюють на консоціональній основі, в тому числі Бельгія, Кіпр (1960—1963), Ліван, Нідерланди (1917—1967), Швейцарія і Південна Африка. Деякі вчені також стверджують, що Європейський союз нагадує консоціональну демократію.
Крім того, деяка кількість мирних угод є консоціальними, включаючи :
- Дейтонську угоду, яка поклала край війні 1992—1995 років в Боснії і Герцеговині, яка описується як «класичний приклад консоціонального врегулювання» за Суматрою Бозе і «ідеально-типової консоціональної демократії» за Роберто Белоні.

- Белфастську угоду 1998 року в Північній Ірландії(і її подальше укріплення угодою Сент-Ендрюс 2006-го року), яку Брендан О'Лірі описує як " плюс поділу влади ".

- Охридську угоду 2001 року, встановлення конституційної основи для поділу влади в Республіці Македонія.

- Постталібска політична система Афганістану також була описана як консоціональна, хоча їй не вистачає етнічного поділу.

На додаток до ідеї «два народи — дві держави», дехто виступає за розв'язання арабо-ізраїльського конфлікту в рамках однієї держави з консоціональною демократією — Ізраїлю, але це рішення не дуже популярне, а також серйозно не обговорювалося на мирних переговорах.
Протягом 1980-х років уряд Південної Африки намагався реформувати апартеїд в консоціональну демократію. В Конституції Південної Африки 1983 року застосовуються ідеї Лійпгерта про розподіл повноважень шляхом створення трьохкорпусного парламенту. Під час переговорів 1990-х років, щоб покінчити з апартеїдом Національна партія і Партія свободи «Інката» запропонували урегулювання на основі консоціоналізму. Африканський національний конгрес виступив проти консоціоналізму і запропонував замість цього, урегулювання на основі мажоритарної демократії. НП відкинула ідею про консоціоналізм, коли Держдепартамент США підтримав положення на користь моделі мажоритарної демократії в 1992 році.